# Hymenopappus
Hymenopappus é um género botânico pertencente à família Asteraceae. Popularmente conhecida como Lã.
1. ↑  «Hymenopappus — World Flora Online». www.worldfloraonline.org. Consultado em 19 de agosto de 2020